# Balmaceda turneri
Balmaceda turneri är en spindelart som beskrevs av Arthur M. Chickering 1946. Balmaceda turneri ingår i släktet Balmaceda och familjen hoppspindlar. Inga underarter finns listade.